# Karjatnurme
Karjatnurme est un village de la commune de Helme du comté de Valga en Estonie.
Au 31 décembre 2011, il compte 92 habitants.